# Natalie Wilkie
Pour les articles homonymes, voir Wilkie.
Natalie Wilkie est une fondeuse handisport canadienne, née le 21 janvier 2001 à Salmon Arm.

## Palmarès

### Ski de fond

#### Jeux paralympiques
| Épreuve / Édition   | 1,5 km Sprint debout | 7,5 km debout | 15 km debout | Relais mixte 4 × 2,5 km |
| ------------------- | -------------------- | ------------- | ------------ | ----------------------- |
| JP 2018 Pyeongchang | Bronze               | Or            | 6e           | Argent                  |
| JP 2022 Pékin       | Or                   |               | Or           |                         |